# Powiatowa Biblioteka Publiczna im. Władysława Broniewskiego w Sieradzu
Powiatowa Biblioteka Publiczna im. Władysława Broniewskiego w Sieradzu – samorządowa instytucja kultury, której organizatorem jest powiat sieradzki. Mieści się przy ul. Żwirki i Wigury 4 w Sieradzu. Biblioteka prowadzi działalność na rzecz mieszkańców Sieradza i powiatu sieradzkiego w zakresie popularyzacji książki i czytelnictwa, jest jedną z najważniejszych instytucji kulturotwórczych w regionie.

## Historia
1 maja 1946 otwarto Powiatową Bibliotekę Publiczną w Sieradzu, rok później Miejską Bibliotekę Publiczną. W 1954 połączono obie placówki w Powiatową i Miejską Bibliotekę Publiczną z siedzibą przy ul. Warckiej 15. W lipcu 1964 przeniesiono bibliotekę do nowego budynku przy ul. Żwirki i Wigury 4, wybudowanego z funduszy SFOS według projektu architekta Edmunda R. Orlika, nadano jej imię Władysława Broniewskiego i utworzono bibliotekę dla dzieci. W 1970 otwarto jej pierwszą filię – Filię Osiedlową Nr 1 w budynku Sieradzkiej Spółdzielni Mieszkaniowej, a 1 czerwca 1975 w związku z nowym podziałem administracyjnym kraju powstała Wojewódzka Biblioteka Publiczna. W latach 1986–1996 powstały kolejne cztery filie, na bazie których 1 kwietnia 1996 utworzono Miejską Bibliotekę Publiczną w Sieradzu. 1 stycznia 1999 r. w związku ze zmianą podziału administracyjnego kraju powstała Powiatowa Biblioteka Publiczna. W latach 2012–2013 biblioteka przeszła generalny remont, zmodernizowano cały budynek.

## Struktura
- Dział Organizacyjno-Administracyjny
- Dział Udostępniania Zbiorów i Promocji Książki: Wypożyczalnia dla dorosłych, Biblioteka dla dzieci i młodzieży
- Dział Informacyjno-Bibliograficzny
- Instruktor ds. Gromadzenia i Opracowania Zbiorów
- Instruktor ds. Sieci Bibliotek Samorządowych
- Główny Specjalista ds. Obsługi Urządzeń Komputerowych

## Działalność
W 2018 roku biblioteka zorganizowała 221 spotkań i form pracy upowszechniających czytelnictwo (141 dla dorosłych i 80 dla dzieci), w których udział wzięło 5045 osób (3215 dorosłych i 1830 dzieci). W tym dla dorosłych zorganizowano m.in.: 15 spotkań autorskich, 6 wieczorów artystyczno-literackich, 19 prelekcji i odczytów, 6 konkursów, 8 wystaw, 5 spotkań z podróżnikami, 2 wernisaże, 10 spotkań Dyskusyjnego Klubu Książki i 20 spotkań Klubu Miłośników „Sagitta” i 2 wycieczki.
W 2019 r. zorganizowano 234 spotkania i formy pracy upowszechniające czytelnictwo (160 dla dorosłych i 74 dla dzieci), w których udział wzięły 4442 osoby (2839 dorosłych i 1603 dzieci), nie licząc słuchaczy specjalnych audycji radiowych i telewizyjnych, odbiorców internetowych rekomendacji książek oraz uczestników kiermaszu. Dla dorosłych zorganizowano 7 spotkań autorskich, 5 wieczorów artystyczno-literackich, 13 prelekcji i odczytów, 7 konkursów, 11 wystaw, 10 spotkań z podróżnikami, 3 wernisaże, 10 spotkań Dyskusyjnego Klubu Książki, 15 spotkań Klubu Miłośników „Sagitta”, 2 wycieczki, 46 programów telewizyjnych „Poczytajmy...” na antenie telewizji lokalnej 8TVR, 3 spotkania warsztatowe, projekcję filmu, 2 spotkania okolicznościowe dla seniorów oraz 3 lekcje biblioteczne dla uczniów szkół ponadpodstawowych.